# Aimé de Clermont-Tonnerre
Aimé Marie Gaspard de Clermont-Tonnerre (Parigi, 27 novembre 1779 – Glisolles, 8 gennaio 1865) è stato un generale, politico e nobile francese.

## Biografia

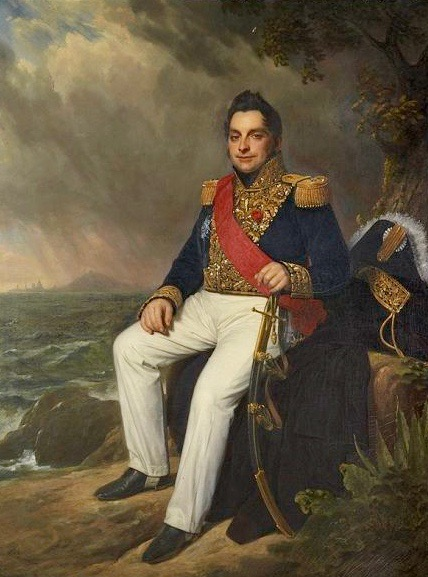
Il duca di Clermont-Tonnerre in uniforme militare

Figlio di Gaspard-Paulin, IV duca di Clermont-Tonnerre e di sua moglie Anne-Marie-
Louise Bernard de Boulainvilliers, Aimé discendeva per parte di madre dal banchiere e finanziere Samuel Bernard e dallo storico e scrittore Henri de Boulainvilliers.
Entrò nell'École Polytechnique e poi intraprese la carriera militare. Con Napoleone Bonaparte prese parte alle campagne d'Italia, di Germania e di Spagna, e venne nominato aiutante del re di Napoli, Giuseppe Bonaparte nel 1808. Sposò Charlotte de Cauvoisin, e nel 1814 tornò in servizio nell'esercito francese col grado di colonnello. Nominato maresciallo di campo, con la seconda restaurazione re Luigi XVIII lo nominò pari di Francia e comandante della cavalleria della Guardia Reale.
Come politico, Clermont-Tonnerre di schierò col partito conservatore moderato e venne nominato ministro della marina e delle colonie nel 1821 dal governo Villèle. Nel 1823 divenne ministro della guerra e si dedicò con grande impegno alla riorganizzazione dell'esercito francese.
Clermont-Tonnerre inviò Hyacinthe de Bougainville in una spedizione attorno al mondo tra il 1824 ed il 1826 a bordo della Thétis e della Espérance per compiere delle esplorazioni.
Nel 1827, organizzò una spedizione in Algeria che venne poi messa effettuata nel 1830, portando alla conquista di una nuova colonia per la Francia.
Dopo la rivoluzione di luglio, si rifiutò di giurare fedeltà al nuovo governo presieduto da Luigi Filippo di Francia e si ritirò a vita privata. Nel 1852 si impegnò personalmente per la costruzione della prima linea ferroviaria tra Parigi e Cherbourg-en-Cotentin attraverso il dipartimento de l'Eure. Morì nella sua residenza di Glissolles.
La pianta hawaiana Clermontia ottenne tale nome in suo onore per merito di Charles Gaudichaud-Beaupré.

## Matrimonio e figli
L'8 maggio 1811 sposò a Glisolles Charlotte Mélanie de Carvoisin d'Achy (1791-1874), figlia di Jacques François, marchese di Carvoisin d'Achy, e di Jeanne Charlotte Sombret. Questa gli portò in dote il castello e le terre d'Achy, presso Beauvais. La coppia ebbe i seguenti figli:
- Gaspard Louis Aimé (1812-1889), marchese, poi VI duca di Clermont-Tonnerre, sindaco di Glisolles, consigliere generale del cantone di Conches en Ouche, presidente della Société libre d'agriculture, sciences, arts et belles-lettres de l'Eure nel 1876, che sposò nel 1834 Antoinette de Clermont-Montoison (1814-1847);
- Jules Antoine Aimé (1813-1849), che sposò nel 1842 Amélie Berton des Balbes de Crillon (1814-1867); risposato con Joseph Alexandre Roger, conte di Gontaut-Biron, senza eredi;
- Gaspard Paulin Charles André (1816-1849), che sposò nel 1845 Sophie Guignard de Saint-Priest (1828-1883); risposato con Hippolyte de Charpin-Feugerolles;
- Aynard Antoine François (1827-1884), generale d'esercito, che sposò nel 1856 Louise de La Tour du Pin Chambly de La Charce (1836-1915);
- Gabrielle Julie (1820-1839), che sposò nel 1838 il conte Ernest de Lubersac, senza eredi.

## Araldica
| Stemma | Descrizione                                           | Blasonatura |
| \| \|  | Aimé de Clermont-Tonnerre V duca di Clermont-Tonnerre | Di rosso alle due chiavi decussate d'argento. Ornamenti esteriori da duca pari di Francia e cavaliere di gran croce dell'Ordine della Legion d'onore. |
|        |                                                       | |